# スーパーマン: ウェディング・アルバム
『スーパーマン: ウェディング・アルバム』（英: Superman: The Wedding Album）は、1996年にDCコミックスから出版されたスーパーマン/クラーク・ケントとロイス・レインの結婚を描いたアメリカン・コミックス。

## あらすじ
ロイス・レーンが海外特派員の仕事からメトロポリスへ戻り、クラーク・ケントとの結婚が行われる。クラークは「ファイナル・ナイト」事件後にスーパーパワーを失っており、バットマンのはからいでメトロポリスの安全は他のヒーロー達が担当し、その間にクラークとロイスはハネムーンに行くよう勧められる。

## ハネムーン
本作の後に『The Adventures of Superman #541』、『Action Comics #728』、『Superman: The Man of Steel #63』にハワイでのハネムーンの様子が掲載された。

## 書誌情報
| タイトル                                          | 発売年     | ISBN            |
| ------------------------------------------------- | ---------- | --------------- |
| Superman: Wedding & Beyond                        | 1998年1月  | 978-1563893926  |
| Superman: Lois & Clark 100-Page Super Spectacular | 2015年11月 | ASIN B016L3RLLU |